# 末吉孫左衛門

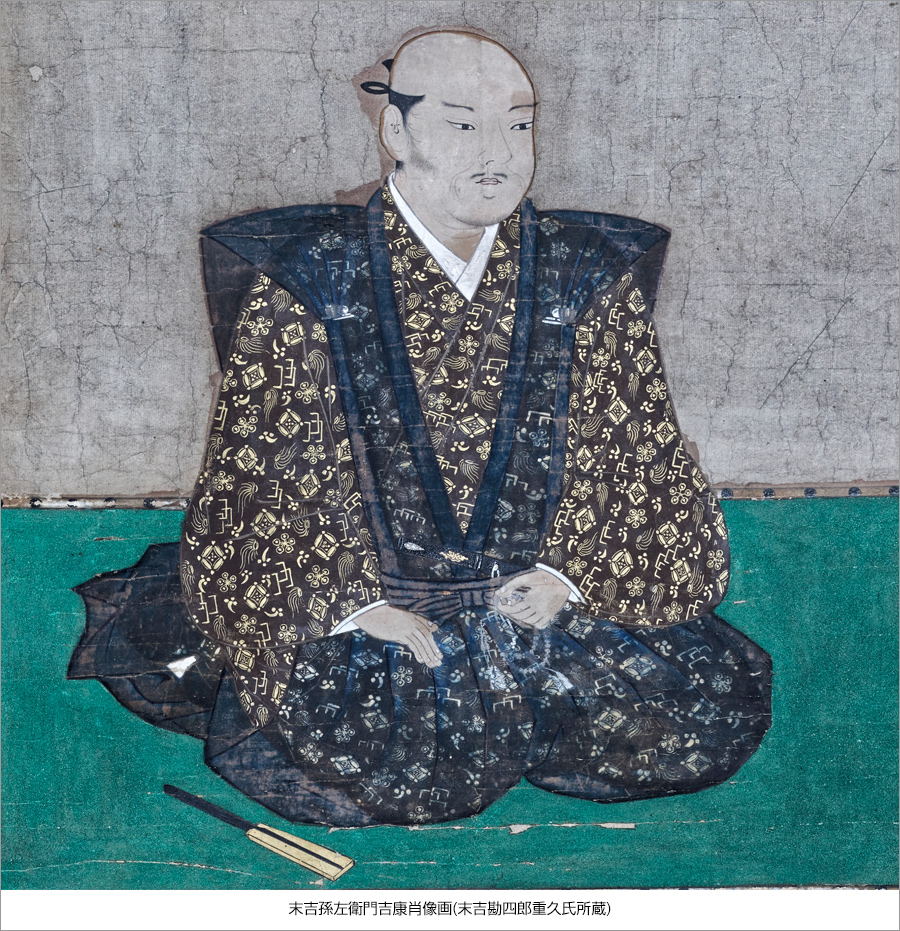
末吉孫左衛門吉康肖像画、末吉家所蔵

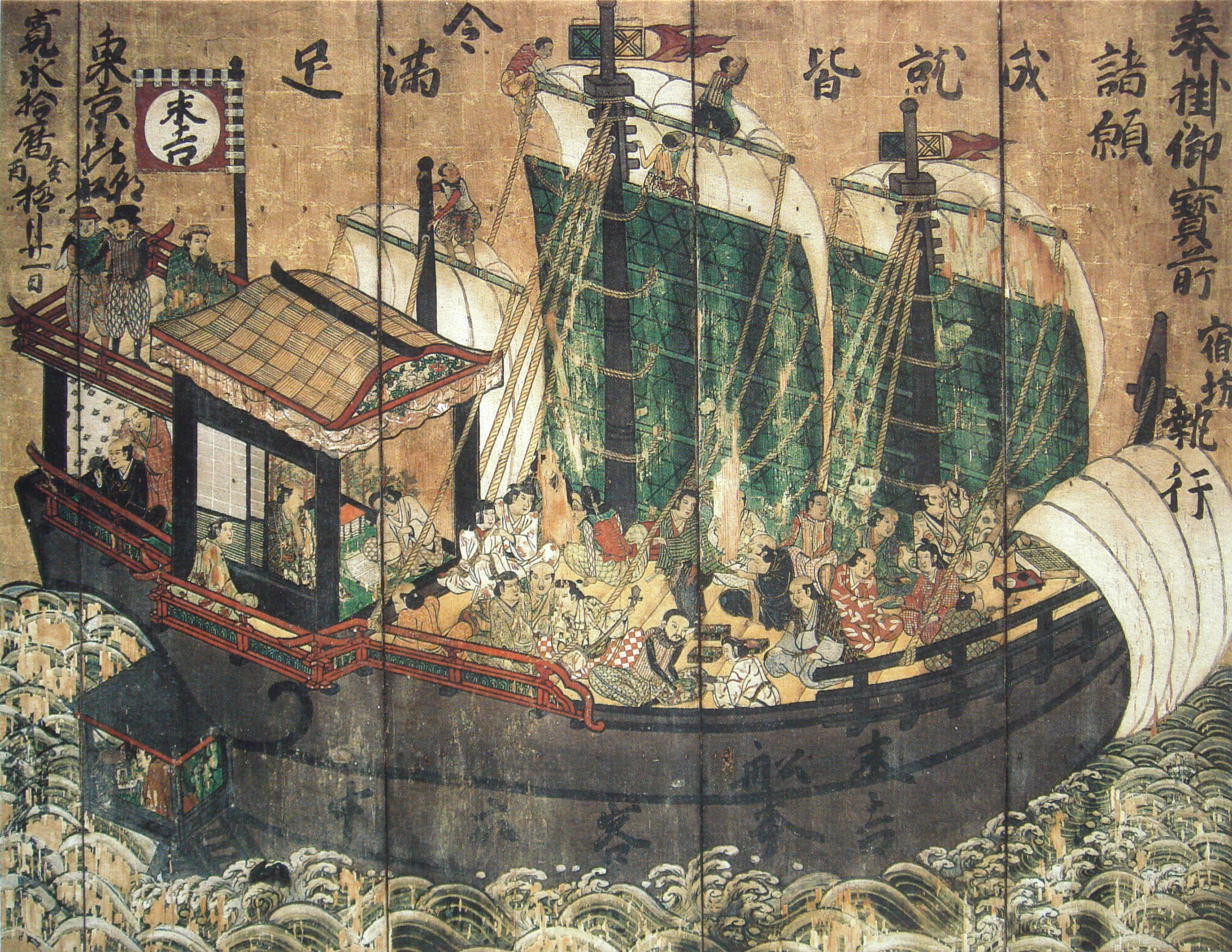
末吉船絵馬、寛永10年（1633年）、京都市清水寺所蔵

末吉 孫左衛門（すえよし まござえもん、元亀元年（1570年） - 元和3年3月26日（1617年5月1日））は、江戸時代初期に朱印船貿易で活躍した大坂の豪商。名は吉安（吉康）。出家後は同円。
伏見銀座の頭取である摂津国東成郡平野郷（現在の大阪市平野区）発祥の氏族・平野氏の平野勘兵衛利方（のちの末吉勘兵衛）の孫にあたる。利方は千利休とも親しく交流があった。利方の長男が早世したため、利方の嗣子となった。1607年（慶長12年）利方が死去すると、家督を継いだ。1608年、伏見の銀座を京都市内に移し、大坂に出張所をおいた。吉康が住んだ町は「末吉孫左衛門町」と呼ばれた。大坂冬の陣・大坂夏の陣では徳川家康に与し、陣の直後に旗本として身分を保証された。
1601年、朱印船制度が制定されると、1604年から1634年にかけて、吉康と長男の長方による「末吉船」が大坂から派遣された朱印船の半分以上を占めた。同時期に朱印状を受けた商人としては、茶屋四郎次郎、荒木宗太郎、角倉了以らがいる。「末吉船」はインドシナ・フィリピンなどの南洋方面に出かけて貿易を行った。
1617年、大坂で死去。墓は高野山蓮花定院にある。
大正6年（1917年）、従五位を追贈された。